# Max Morise
Max Morise (* 1900 in Paris; † 1973) war ein französischer Schriftsteller, Künstler und Schauspieler, der von 1924 bis 1929 mit der surrealistischen Bewegung verbunden war.

## Leben und Wirken
Max Morise verfasste Texte zu den Zeitschriften Littérature und La Révolution surréaliste, die unter anderem von André Breton herausgegeben wurden, und mit dessen Frau Simone er eine Liaison hatte. In der ersten Nummer von La Révolution surréaliste vom 1. Dezember 1924 wandte er sich in seinem Beitrag Les Yeux enchantés (Zauberaugen) gegen die dem Surrealismus zugewandte Bildkunst, doch im folgenden Jahr setzte sich Bretons Auffassung durch, dass Malerei und Zeichnung eine wichtige Rolle im Surrealismus spiele. Wie beispielsweise Breton, Duchamp, Duhamel, Man Ray, Miró und Tanguy beteiligte Morise sich an den automatischen Zeichnungen des Cadavre Exquis (Köstlicher Leichnam), die ab 1927 in La Révolution surrealiste veröffentlicht wurden. 1929 verließ er die Gruppe um Breton.
Ab den 1930er Jahren hatte er kleinere Rollen als Filmschauspieler, darunter waren Ciboulette (1933), Le Crime de Monsieur Lange (1936), Drôle de drame (1937) sowie Paris la belle (1960).
Max Morise erschien auf Fotografien von Man Ray und wurde als einer der Freunde in Max Ernsts vorsurrealistischem Gemälde Das Rendezvous der Freunde aus dem Jahr 1922 abgebildet.